# Homoneura malayensis
Homoneura malayensis är en tvåvingeart som beskrevs av Mitsuhiro Sasakawa 1991. Homoneura malayensis ingår i släktet Homoneura och familjen lövflugor. Inga underarter finns listade i Catalogue of Life.